# روبرت إي. غريدي
روبرت إي. غريدي (بالإنجليزية: Robert E. Grady)‏ هو شخصية أعمال أمريكي، ولد في 1957 في ليفنجستون ‏ في الولايات المتحدة.